# 甄锡
甄锡（1985年7月4日—）是中国大陆女演员、模特、主持人，毕业于美国伯克利音乐学院，曾是柳州市旅游形象大使。2002年，主持中央电视台国际频道“漓江花月夜”中秋联欢晚会。她的丈夫是同为演员的黄海冰。

## 演艺经历
2011年，甄锡搭档黄志忠、果静林领衔主演战争剧《新亮剑》，在剧中饰演刘诗吟。
2012年，甄锡与黄海波主演战争剧《猎虎1946》，饰演牛莉。6月，她搭档王奎荣、苏瑾主演抗战电视剧《杀狼花》，在剧中饰演陈春雪。8月，其与梁冠华、赵亮合作主演大型古装悬疑剧《江南传奇之十五贯》，饰演甄娘。11月，她在李小亭执导的电视剧《猎杀》中饰演苏雅。 
2013年，甄锡搭档郭广平、吕佳容主演谍战电视剧《反击》，饰演何琳。4月，其参演欧阳震华、曹骏主演的谍战电视剧《步步杀机》，在剧中饰演罗珊珊。10月，她搭档林保怡、周海媚主演剧《特别输送》，饰演苏雅。

## 个人生活
2013年11月，甄锡与同为演员的黄海冰在她的家乡广西柳州低调举办了婚礼，马精武、李苒苒作为证婚人出席婚礼。在婚礼现场，两人甜蜜互换戒指喝交杯酒。

## 主要作品

### 电视剧
| 作品             | 年份           | 角色   | 备注               |
| ---------------- | -------------- | ------ | ------------------ |
| 新亮剑           | 2011           | 刘诗吟 |                    |
| 杀狼花           | 2012           | 陈春雪 |                    |
| 江南传奇之十五贯 | 2012           | 甄娘   |                    |
| 猎杀             | 2012           | 苏雅   |                    |
| 反击             | 2013           |        | 又名：最后一个冬天 |
| 步步杀机         | 2013           |        |                    |
| 猎虎1946         | 待播(2012年拍) | 朱莉   |                    |
| 特别输送         | 待播(2013年拍) | 苏雅   |                    |